# E Ink
| 1. felső védőréteg 2. átlátszó elektródaréteg 3. átlátszó mikrokapszulák 4. pozitív töltésű fehér festékszemcsék 5. negatív töltésű fekete festékszemcsék 6. átlátszó olaj | 7. elektródapixel réteg 8. alsó támaszréteg 9. fény 10. fehér 11. fekete |

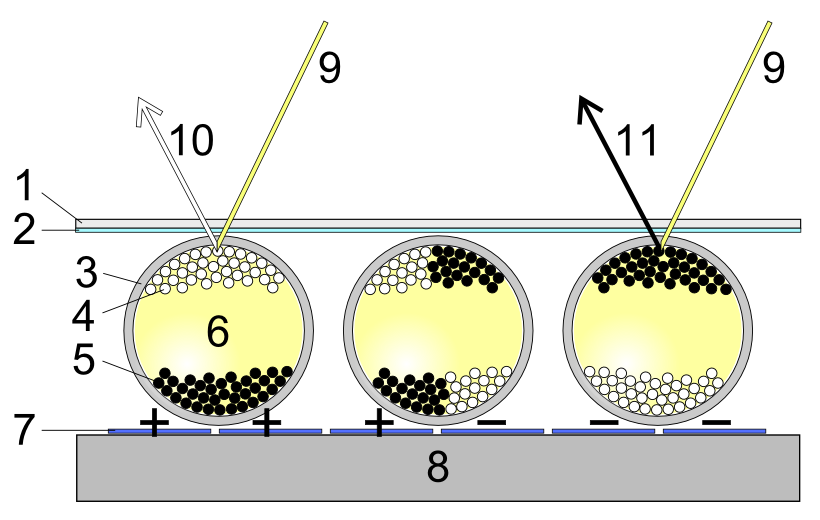
Az E Ink technológia vázlata

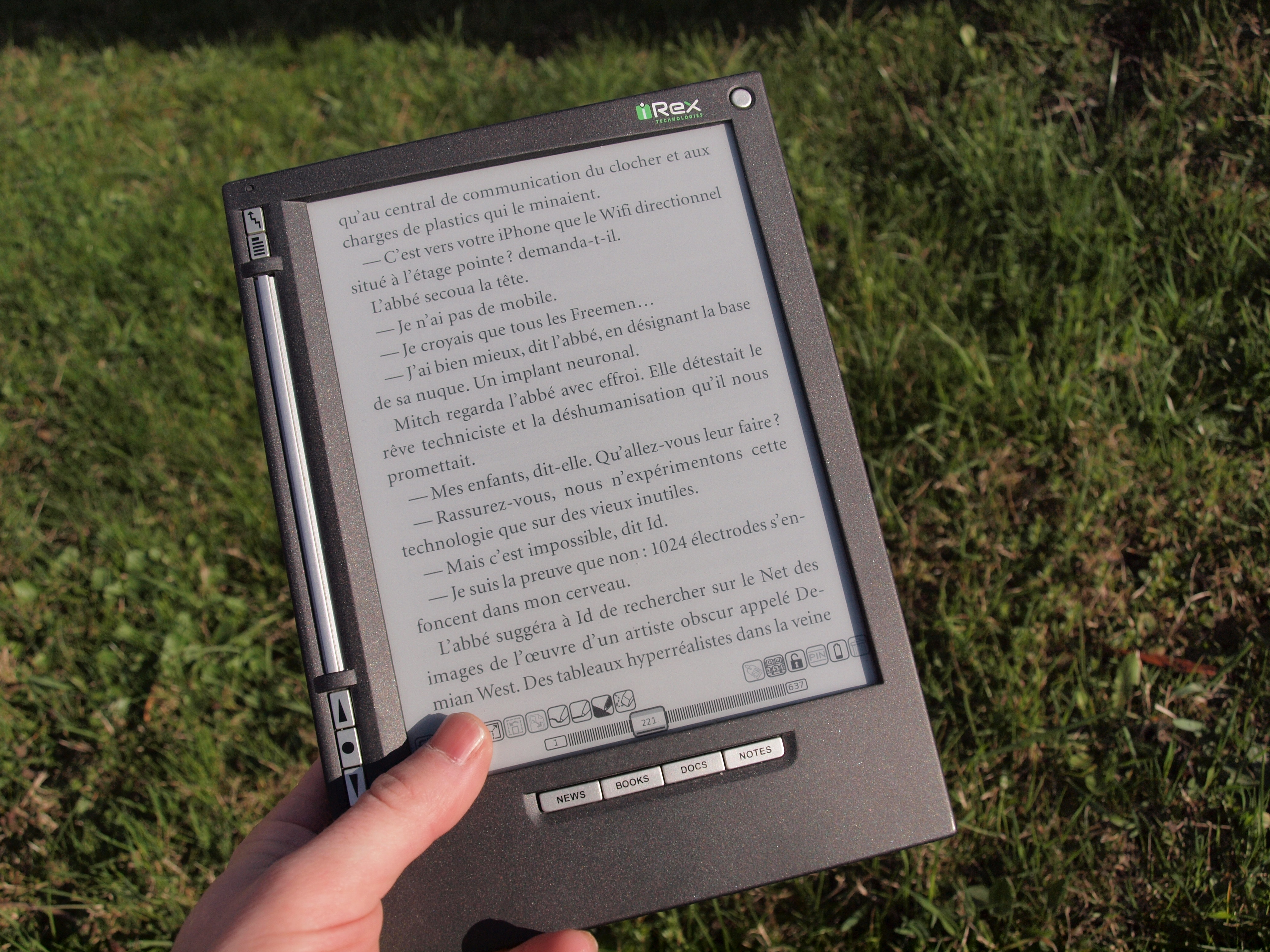
iLiad e-papíron alapuló képernyővel ellátott e-könyv olvasó, mely a napfényen is olvasható

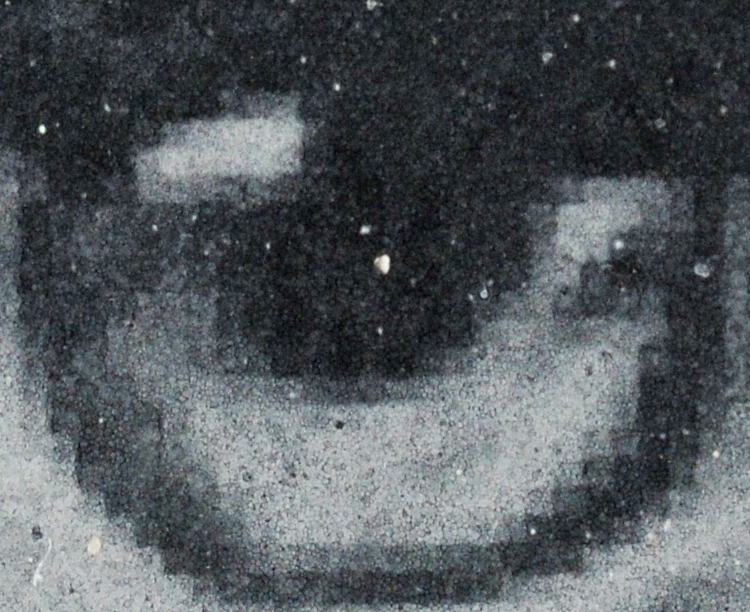
A Kindle 3 képernyőjéről vett makró fénykép. A képet erősen kinagyítva láthatóvá válnak a képpontok

Az E Ink az E Ink Corporation által gyártott elektronikus papír-változat. E-könyv olvasókban, valamint mobiltelefonokban használják.
Különböző leírásoknál gyakori félreértésre ad okot, hogy az E ink a vállalat neve és a fejlesztései is ezt a nevet viselik, ugyanakkor az e-papír technológiánál általában a megjelenítő felületre is szokás használni a (e-ink) megnevezést. (Más cég terméke esetén is, mint például a Gyricon.)

## Története
Az E Ink Corporationt 1997-ben alapították, miután a Massachusetts Institute of Technology-n (MIT) kifejlesztették a technológiát. A Motorola F3 volt az első mobiltelefon, mely e-tintát használt képernyőnek, így kihasználva annak ultra-alacsony áramfogyasztását. A Samsung Alias 2 a technológiát billentyűzete kirajzolására használta. Az amerikai Esquire magazín 2008 októberi számának fedőlapjába egy kis villogó szöveg lett beépítve, mely 90 napig működött. A 2007. november 19-én nyilvánosságra hozott első Kindle is e-tintát használt.

## Működése
Az elektronikus papír alapvető része a több millió parányi mikrokapszula, amik kb. olyan szélesek, mint az emberi hajszál. A mikrokapszula átlátszó olajban úszó pozitív töltésű fehér és negatív töltésű fekete festékszemcséket tartalmaz. Amikor pozitív elektromos mezőt alkalmaznak, a taszító hatás miatt a pozitív töltésű fehér festékszemcsék a mikrokapszula tetejére mozdulnak, így láthatóvá válnak a kijelzőt felülről néző olvasó számára. A felület ettől fehérnek látszik azon a ponton. Ugyanekkor az elektromos mező a mikrokapszula aljára húzza a fekete festékszemcséket, amitől azok el lesznek rejtve. A folyamat fordítottja a fekete festékszemcséket viszi felülre, melyek fekete pontot képeznek a képernyőn. A kijelző csak akkor fogyaszt áramot, amikor tartalma változik. Például, ha egy e-könyv-olvasót nézünk, csak lapozáskor van szükség áramra, viszont amíg olvassuk az adott oldalt (és nem változik a kijelző tartalma), a kijelző nem fogyaszt semmit.

## Lásd még
- E-könyv olvasó